# 卡明斯山
卡明斯山（英語：Mount Cummings），是南極洲的山峰，位於帕爾默地，處於加蘭嶺東端，屬於達納山脈的一部分，由美國探險隊繪入地圖，現時由南極條約體系管理。